# Виноградова-Бенуа, Нина Александровна
Ни́на Алекса́ндровна Виногра́дова-Бенуа́ (15 июля 1936, Ленинград — 24 мая 1986, Москва) — русская советская художница-график, сценограф

, реставратор, искусствовед.

## Биография
Нина Александровна родилась 15 июля 1936 года в Ленинграде в семье архитекторов.
В 1941 году, во время Великой Отечественной войны, вместе с сестрой Марией была эвакуирована в Узбекистан. После снятия блокады в 1944 году вернулась в Ленинград. Окончила школу с золотой медалью и поступила на исторический факультет Ленинградского университета (кафедра истории искусств). В 1957 году окончила ЛГУ и вместе с мужем переехала из Ленинграда в Москву, где поступила в Полиграфический институт на графическое отделение.
В начале 1960-х годов активно участвовала в деятельности патриотического клуба «Родина».
Трагически погибла (выпала из окна) 24 мая 1986 года. Похоронена на Новодевичьем кладбище рядом с мужем.

### Семья
Отец — Александр Николаевич Виноградов (1.3.1904, Санкт-Петербург — 5.6.1972, Ленинград), главный архитектор института «Гидроэнергопроект».
Мать — Марианна Людвиговна Шрётер-Виноградова (1902—1982); сестра художника-мозаичиста Гали Людвиговны Войцкевич (1906—2001) и архитектора Логина Людвиговича Шрётера. Марианна Людвиговна проектировала жилые дома в районе Чёрной речки, по её проекту в Китае в 1953—1955 годах была построена электростанция.
Родители учились в институте им. Репина АХ СССР, работали в Ленгипротеатре. В семье было три дочери: Мария, Нина и Екатерина.
По материнской линии Нина Александровна являлась потомком:
- Катарино Кавоса (1775—1840), директора оперных Императорских оркестров, композитора (в числе его произведений — опера «Иван Сусанин», 1815), деда Камиллы Кавос — в 6-м поколении;
- Альберта Катериновича Кавоса (1800—1863), академика архитектуры (в числе его построек — Мариинский театр, 1859—1860), отца Камиллы Кавос — в 5-м поколении;
- Александра Петровича Сапожникова, владельца картинной галереи, отца Александра Александровича Сапожникова[Род 3] — в 5-м поколении;
- Николая Леонтьевича Бенуа (1813—1898), главного архитектора Петергофа — в 4-м поколении;
- Леонтия Николаевича Бенуа (1856—1928), архитектора, ректора Высшего художественного училища при Императорской Академии художеств — в 3-м поколении.

По материнской же линии Нина Александровна приходилась:
- внучатой племянницей — Анне Александровне Бенуа-Черкесовой (1895—1984), дочери А. Н. Бенуа; Нина Александровна встретилась с ней в 1965 году в своей первой поездке во Францию и впоследствии долго состояла в переписке;
- троюродной внучкой — Зинаиде Евгеньевне Серебряковой, художнице;
- двоюродной племянницей — Питеру Устинову, британскому актёру и писателю.

1. ↑   · Александр Николаевич Виноградов. MyHeritage Ltd. Дата обращения: 11 января 2019.
 · Виноградов Александр Николаевич (недоступная ссылка — история). АртРу.инфо. Дата обращения: 11 января 2019.
2. ↑  Екатерина Александровна Виноградова (Кундина; род. 1946)[4].
3. ↑  См. историю «Мадонны Бенуа».

#### Личная жизнь
В 1956 году вышла замуж за Илью Сергеевича Глазунова, став для него ближайшим единомышленником и помощником во всех творческих и общественных начинаниях. И. С. Глазуновым создан ряд живописных и графических портретов Н. А. Виноградовой-Бенуа в 1955, 1956, 1958, 1961, 1968, 1980 годах.

Нежное девичье лицо в моей работе «Любовь» — это Нина. Она была так не похожа на всех, кого я знал до неё! Меня навсегда поразило сочетание в ней трепетной женственности девушек Ренуара и внутренней волевой силы, присущей героиням Тургенева и Достоевского.

С первой встречи и до её трагической гибели я не расставался с Ниной, озарившей мою жизнь спокойной ясностью своих рассветных глаз. Навсегда забыв об одиночестве, я бесконечно удивлялся её самоотверженной преданности, не знающей границ, нежной красоте её души. Наши бесконечные прогулки по зимнему городу, наши встречи на ветреных мостах, повисших над заснеженной Невой с черными полыньями, сказочное мерцание вечерних огней сквозь стену падающего снега, бесконечная перспектива пустынных ночных улиц с одинокой фигуркой подметающего улицу дворника — все стало новым с Ниной, будто мир заново рождался звучанием радости, и оживало чудо человеческого бытия на земле… С удивлением и восторгом смотрел я на открывшийся мне мир, точно видел его впервые, трепетно стремился подольше удержать эти впечатления и без конца работал, работал, по-новому ощущая наше бытие.— Илья Сергеевич Глазунов
Дети:
- Иван (р. 1969) — российский художник-живописец, Народный художник Российской Федерации (2020), Член Президиума РАХ, ректор Российской академии живописи, ваяния и зодчества Ильи Глазунова, кандидат искусствоведческих наук, профессор, заведующий кафедрой исторической живописи РАЖВиЗ Ильи Глазунова.
- Вера (р. 1973) — художница, выпускница факультета живописи РАЖВиЗ Ильи Глазунова.

1. ↑  И. С. Глазунов писал: «Как только я слышу фамилию Бенуа, память снова и снова возвращает меня в благословенные годы молодости, счастливой потому, что Бог подарил мне встречу с моей Ниной, частичкой великой династии великих русских художников и архитекторов.»[5]

## Творчество
С конца 1950-х годов создавала графические и живописные композиции, эскизы театральных декораций и костюмов, работала в жанрах пейзажа, портрета, натюрморта, занималась линогравюрой.
По акварелям Н. А. Виноградовой-Бенуа в году издательством «Изобразительное искусство» выпущены серии открыток(1969, по губерниям), «Русский головной убор» (1971).
В конце 1970-х годов — 1980-е годы вместе с И. С. Глазуновым работала над эскизами декораций и костюмов для театральных постановок:
- в Берлинской государственной опере:
  - оперы «Князь Игорь» А. П. Бородина (1978—1980),

Театральный костюм — это не просто платье. Он характеризует того, кто его носит, и говорит об искусстве тех, кто его создал. Необходимо было проделать большую работу, чтобы на сцене Берлинской государственной оперы был воссоздан 1185 год и опера Александра Бородина «Князь Игорь» могла бы восхитить публику.

Нина Виноградова-Глазунова собственно не является художником-костюмером. Она художник, и художественные костюмы созданы ею для «Князя Игоря».— Фрагмент статьи Илоны Рюман «Новые платья князя» в немецком журнале от 27.10.1978
- оперы «Пиковая дама» П. И. Чайковского (1981—1982);

- в Одесском театра оперы и балета:
  - балета «Маскарад» А. И. Хачатуряна (1982);
- в Большом театре:
  - оперы «Сказание о невидимом граде Китеже и деве Февронии» Н. А. Римского-Корсакова (1983).

Уже в эскизах виден контраст, отмеченный после премьеры спектакля рецензентами: сусальное золото и холст, пышность костюмов (их было выполнено для спектакля более четырёхсот) и строгость архитектурных форм, яркость и гротескность костюмов татарского войска и благородство колористического решения русских костюмов. На эскизах Нины Александровны все персонажи индивидуальны: выражения лиц, позировки, ракурсы фигур позволяют фантазировать о характерах, настроениях, судьбах изображенных персонажей, они общаются между собой, располагаясь на листе в готовых мизансценах. Полупрозрачная акварель в сочетании с золотом, иногда звонким и чистым, иногда потемневшим и глухим, как золотой туман, сокрывший Великий Китеж, с проблесками белил, превратившимися в мастерских театра в россыпи и нити жемчужин, создают ощущение, что сказка, может, и вовсе не сказка, а быль, тонкая грань между исторической правдой и легендой растворяется в сочетании нежного, по-этического колорита и достоверности орнаментов и кроя. Вот Митрополит стоит, печально опустив глаза и опершись на массивный посох, вот князь Юрий в праздничном облачении, в плаще на небесно-голубой подкладке с надеждой прижимает руку к груди, юная Феврония в свадебном платье с развевающейся на ветру фатой делает робкий шаг вперед, а на соседнем листе татары Бедяй и Бурундай — лица-маски, тела скрыты доспехами, из-под которых выбиваются яркие восточные одежды кочевников-завоевателей.

Работы художницы не копируют и не цитируют работы предшественников, они самобытны, созданы для существования в конкретных декорациях, которые воплотил И. Глазунов, но в них чувствуется влияние русской сценографической школы, у истоков которой стояли выдающиеся художники А. Васнецов, К. Коровин, Н. Рерих и другие: интерес к исторической достоверности, поэтизация, идущая от музыки произведения, динамичность и живописность групп артистов на сцене, продуманные ещё на стадии эскиза.— Е. А. Чуракова, главный хранитель Музея Большого театра России.
Вместе с мужем много ездила по России, собирала и реставрировала иконы и предметы русской старины.
Произведения находятся в собраниях: Государственного центрального театрального музея им. А. А. Бахрушина (128 произведений), Музея Большого театра России, частных собраниях Ивана Ильича и Веры Ильиничны Глазуновых. Театральные костюмы, выполнены по эскизам Н. А. Виноградовой-Бенуа в художественно-производственных мастерских Государственного Академического Большого театра, реставрированы и расписаны Верой Ильиничной Глазуновой, принадлежат собранию Ивана Ильича Глазунова.

### Избранные публикации
- Виноградова-Бенуа Н. А. Нина Виноградова-Бенуа = Nina Vinogradova-Benois : [альбом произведений / статья: И. С. Глазунов]. — М.: Московская гос. картинная галерея народного художника СССР Ильи Глазунова, 2016. — 190+1 с.
- Глазунов И. С. Илья Глазунов : [альбом / сост.: Н. А. Виноградова; автор текста С. А. Высоцкий]. — М. : Изобразительное искусство, 1986. — 325+2 с. + Прил. (8 с.).
- Глазунов И. С. Образы Ф. М. Достоевского в иллюстрациях Ильи Глазунова : [фотоальбом / сост. Н. А. Виноградова-Бенуа; автор текста Л. Я. Ермилова]. — М. : Планета, 1986. — 207 с.
  -  — 2-е изд. — М. : Планета, 1990. — 208 с.
- Глазунов И. С. Художник и время : Илья Глазунов : [альбом / сост.: Н. Виноградова ; автор текста О. Волков]. — М. : Сов. Россия, 1984. — 263 с.
- Дар СССР ЮНЕСКО : [панно художника И. Глазунова «Вклад народов СССР в мировую культуру и цивилизацию» : фотобуклет / сост. Н. Виноградова-Бенуа; автор вступ. статьи Илья Глазунов]. — М. : Планета, 1982. — [19] с.

## Память
В 2017 году вышла изданная Ильёй Сергеевичем Глазуновым книга «Нина Александровна Виноградова-Бенуа».